# Франческо да Барберино
Франческо да Барберино (итал. Francesco da Barberino; 1264, Барберино-Валь-д’Эльса, Тоскана — 1348, Флоренция) — итальянский, тосканский поэт-лирик, куртуазный писатель

, нотариус. Доктор обоих прав.

## Биография
Окончил университеты во Флоренции и Болонии. Получив звание нотариуса, познакомился с поэтами — последователями болонской школы и «сладостного нового стиля». Ученик Брунетто Латини.
Служил в епископской канцелярии. Будучи гибеллином, по политическим причинам в 1304 году был изгнан из Флоренции и отправился на север Италии и Францию, чтобы предложить свои услуги нотариуса видным персонам, включая короля Франции Филиппа IV, и двору Людовика X в Наварре; был благосклонно принят при папском дворе в Авиньоне. Знакомится с французскими писателями и историками, в том числе с Жаном де Жуанвилем, пополняет своё энциклопедическое образование изучением наследия трубадуров, шире — куртуазной культуры Юга. В 1313 году вернулся во Флоренцию, где получил звание «доктора обоих прав» и продолжает работу над своими литературными произведениями.
В 1327 году был одним из шести судей, приговоривших к смертной казни и сожжению на костре астронома Чекко д’Асколи.

## Творчество
Автор энциклопедических трактатов «О правилах поведения и нравах сеньор» и «Предписания Любви» (итальянские стихи в сопровождении латинской комментирующей прозы; изданы в 1640), наполненных многочисленными упоминаниями о трубадурах.
Первый итальянский новеллист, имя которого дошло до нас, предтеча Боккаччо. Его новеллы ещё не свободны от элементов моральной проповеди — притчи; Франческо да Барберино высмеивает развратных монахов и аристократов.
Его новеллы собраны в книгах «Dell’educazione delle donne» и «I Consiglj d’amore». Лучшая новелла писателя «Бес в монастыре» переведена на русский язык П. Муратовым.
Является автором комментариев к лирическим текстам трубадуров, которые представляют собой ценные источники для изучения некоторых малоизвестных трубадуров.
Боккаччо отзывался о нём как о 

«муже, снискавшем хвалу образцовой жизнью и достоинством нрава, который, хотя более был сведущ в священных канонах, нежели в поэзии, сложил, однако, несколько вещиц в стихах на народном языке, свидетельствующих о благородстве его прекрасных вымыслов и весьма почитаемых итальянцами»— «Генеалогия языческих богов», XVI, 6
Боккаччо приписывается латинская эпитафия, украшающая могильный камень писателя. Биография да Барберино включена Филиппо Виллани в его труд «О начале града Флорентийского и его знаменитых гражданах».